# 元鍛冶丁
元鍛冶丁（もとかじちょう）は、江戸時代の仙台城の城下町から用いられている町名および道の名称。仙台市都心部の定禅寺通と広瀬通の間を東西に並走し、主に歓楽街である国分町を貫く。

## 元鍛冶丁

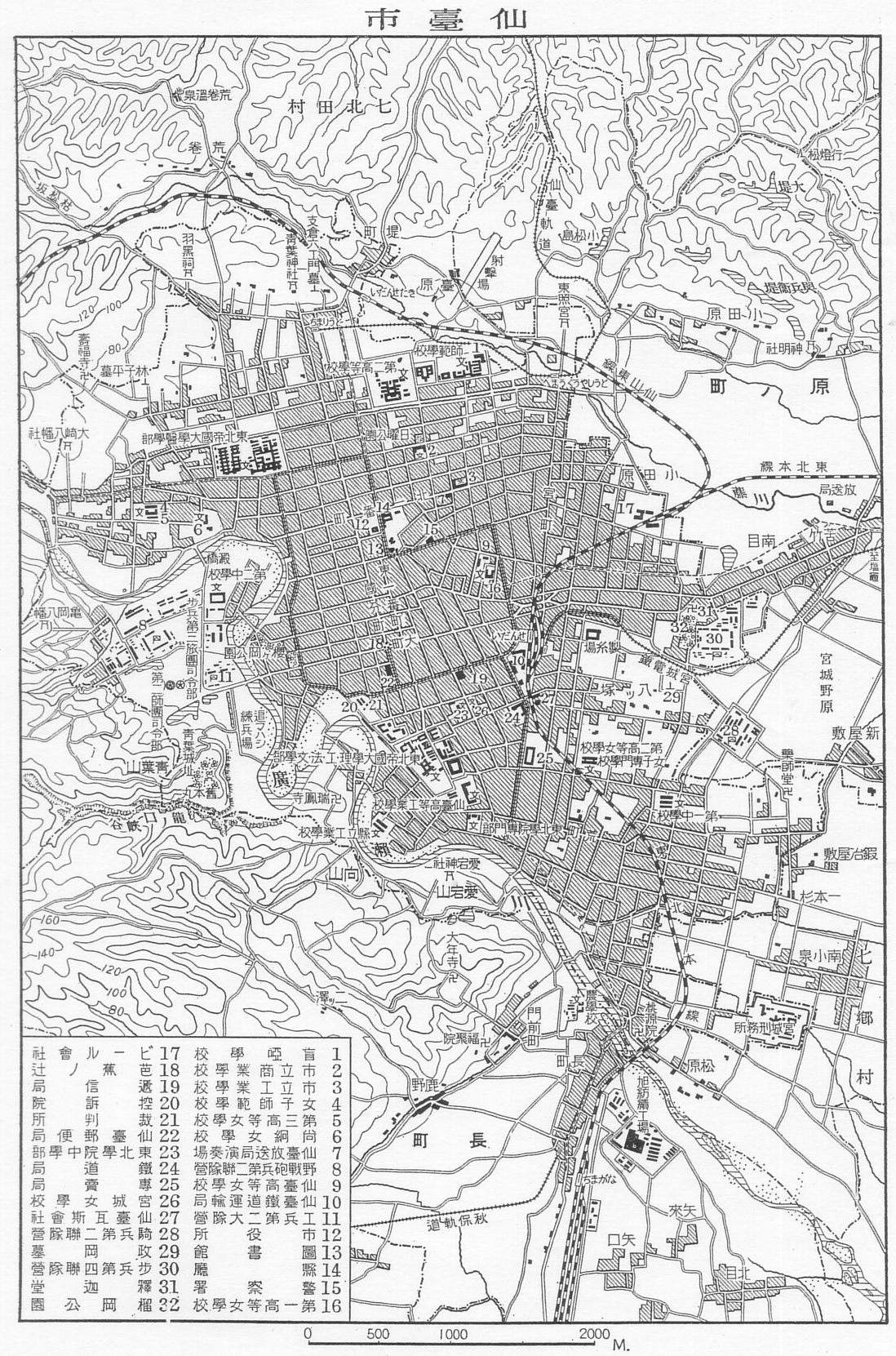
1927年（昭和2年）頃の仙臺市および近郊地図。当時はまだ元鍛冶丁の両端が丁字路だった。

伊達政宗による仙台開府の際に鍛冶職人を配置した町人町で、本材木町を西端（北緯38度15分49.4秒 東経140度51分54.5秒 / 北緯38.263722度 東経140.865139度）、国分町（奥州街道）を東端（北緯38度15分52.1秒 東経140度52分9.3秒 / 北緯38.264472度 東経140.869250度）とし、両端は丁字路で終わっていた。
間も無く当地の鍛冶職人たちは、城下の南北に北鍛冶町と南鍛冶町とに分けられて移された。その後、跡地には武家屋敷が設けられて侍町へと変わった。
明治維新で四民平等が謳われて身分によらない混住が進むと、国道（奥州街道→陸羽街道→国道6号→国道4号）に直接繋がる立地から病院・商業・業務が立地するようになった。また、細横丁を境に、仙台城（広瀬川）に近い方の西側を一丁目、遠い方の東側を二丁目とした。
1945年（昭和20年）7月10日の仙台空襲で被災。戦後復興期の1947年（昭和22年）2月より戦災復興土地区画整理事業が施行され、一丁目と二丁目を分けていた細横丁が晩翠通として拡幅された。また、丁字路で終わっていた当通の両端は、双方とも直線的に延長された。
1970年（昭和45年）2月1日に住居表示が施行され、道路名を沿道の町名にも用いる方式から、道路に囲まれたブロックごとに町名を付ける街区方式に変更になるが、一丁目は立町に、二丁目は国分町2丁目に組み込まれた。
1970年代に「国分町」が東北地方最大の歓楽街として成長すると、元鍛冶丁も歓楽街「国分町」の一部に組み込まれ、ディスコがいくつか出来た。現在では飲み屋が連なっている。

## 路線
かつて元鍛冶丁通の両端は丁字路で終わっていたが、東西双方に延伸され、現在は国分町や一番町を貫く道の一部になっている。

### 仙台市道・元鍛冶丁線
市道元鍛冶丁線は、起点（東端）を市道東一番丁線（東一番丁通）との接続部（北緯38度15分52.9秒 東経140度52分13.9秒 / 北緯38.264694度 東経140.870528度）、終点（西端）を市道西公園通線（西公園通）との接続部（北緯38度15分47.9秒 東経140度51分46.9秒 / 北緯38.263306度 東経140.863028度）とする全長675.4mの道である。起点は一番町四丁目買物公園の仙台三越の南西角にあたる。

### 元鍛冶丁通
元鍛冶丁通は、仙台市の歴史的町名活用路線の1つ。市道元鍛冶丁線の内、西端を本材木町通（北緯38度15分49.4秒 東経140度51分54.5秒 / 北緯38.263722度 東経140.865139度）、東端を国分町通（旧奥州街道。北緯38度15分52.1秒 東経140度52分9.3秒）とする区間を指す。戦災復興土地区画整理事業の施行以前は、これら西端・東端で丁字路で終わる道だった。

## 元鍛冶「丁」と元鍛冶「町」
仙台城の城下町では、町人町は「町」（まち）、侍町は「丁」（ちょう）と書き分けられ、かつ、読み分けられていたが（参照）、当地は「当初は町人町でのちに侍町となった」という経緯から表記や読みに混乱がある。
大正時代の地図や住居表示施行時の地図では「元鍛冶町」と表記されており、細横丁（→晩翠通）を挟んで西側が一丁目、東側が二丁目となっていた。1970年（昭和45年）2月1日に住居表示が施行されると、「元鍛冶町」という住所は無くなることになった。
一方で仙台市役所は、江戸時代のほとんどの時期が侍町であった歴史を尊重し、町人の職種である「鍛冶」が入りながらも侍町を示す「丁」を用いた「元鍛冶丁」を正式な市道名として採用した。その一方で、沿道にある市の公園は「元鍛冶町公園」を正式名称に採用するなど、表記は統一されなかった。2009年（平成21年）4月1日になって同園は「元鍛冶丁公園」に正式名称が変更され、長らく混乱していた表記は「丁」に統一された。
「元鍛冶町」の読み方に関しては、仙台市歴史的町名復活検討委員会が『「もとかじちょう」が一般的』としているものの、かつては「もとかじまち」と読む市民も少なからずいたようである。現在では「元鍛冶丁」に表記統一されたため、「もとかじちょう」が正式な読み方となっている。
同様に、町人町から侍町に変更になり「元○○」と称する仙台城の城下町の町名には「元柳町」があるが、こちらは町人町を意味する「町」を用い、「もとやなぎまち」と町人町の読み方をしている。また、現在でも「丁」と「町」を書き分ける例として、「東一番丁通」（道路名。江戸時代には侍町）と「一番町」（街区名。現在はアーケード商店街）の対立があり、「丁」と「町」のどちらも「ちょう」と読む。また、「町」と書いて、江戸時代に「まち」と読んでいたのに現在では「ちょう」と読む例として、「国分町」（こっぷんまち → こくぶんちょう）がある。

## 沿道の施設など
- 仙台中央警察署・国分町交番
- 元鍛冶丁公園
- セブンビレッジ
かつて、地下1階にSAHARAがあり、のちにラジャコートになった。ポーキー（当時宮城県で著名なローカルタレント）のDJが有名だった。
- 千鳥屋ビル
かつて、6階に最後の20セント（1974年～不明）、2階にマハラジャ (ディスコ)があった。系列店の「MAHARAJA SALOON キング&クイーン」は、ぶらんどーむ一番町のベルモーズビルの3階と4階を占めていた。
- 丸伊プラザ
6階にオールディーズ系ライブハウスレストランのケントスがある。
- 仙台ロック